# Beszterec
Beszterec is een plaats (község) en gemeente in het Hongaarse comitaat Szabolcs-Szatmár-Bereg. Beszterec telt 1132 inwoners (2001).